# (3302) Schliemann
(3302) Schliemann  (1987 DE1; 1981 UP10; 1977 RS6; 1965 OC; 1962 WD1; 1954 UK) ist ein ungefähr siebeneinhalb Kilometer großer Asteroid des inneren Hauptgürtels, der am 6. Februar 1978 vom russischen, damals sowjetischen, Astronomen Nikolai Stepanowitsch Tschernych am Krim-Observatorium (Zweigstelle Nautschnyj) auf der Halbinsel Krim (IAU-Code: 095) entdeckt wurde.

## Benennung
Der Asteroid (3302) Schliemann wurde nach dem bekannten Archäologen Heinrich Schliemann (1822–1890) aus dem Deutschen Reich benannt, der auf eigene Kosten zwölf Jahre lang Ausgrabungen in Hisarlık Tepe durchführte und dabei Troja entdeckte. Die Benennung wurde vom Astronomen Christopher E. Spratt vorgeschlagen. Der Mondkrater Schliemann ist ebenfalls nach Heinrich Schliemann benannt.